# Edward Kelley
Edward Kelley (o Edward Kelly o Edward Talbot) (1º agosto 1555 – 1º novembre 1597) è stato un alchimista, glottoteta e medium inglese.
Operò con John Dee nei suoi esperimenti di magia. Oltre alla sua presunta abilità nell'evocare spiriti o angeli in una sfera di cristallo, qualità che John Dee teneva in gran conto, Kelley sosteneva anche di possedere il segreto della trasmutazione dei metalli vili in oro.
Subito dopo la sua morte un alone di leggenda cominciò ad avvolgere il nome di Kelley. La sua variopinta biografia e la sua relativa notorietà presso gli storici di lingua inglese (soprattutto a causa della sua associazione con John Dee) contribuirono nel farne la fonte dell'immagine un po' folkloristica dell'alchimista ciarlatano.

## Biografia

### Nascita e inizi
Un oroscopo tracciato da Dee indica che Kelley nacque a Worcester il 1º agosto 1555. La giovinezza di Kelley è ignota, ma secondo i primi riferimenti egli avrebbe fatto come primo lavoro l'apprendista in una farmacia. Potrebbe aver studiato a Oxford sotto il nome di Talbot; abbia o meno frequentato l'università, Kelley ricevette una certa educazione, conosceva il latino e probabilmente un po' di greco. Secondo diverse fonti, Kelley fu messo alla gogna a Lancaster per falso e contraffazione.

### Con Dee in Inghilterra

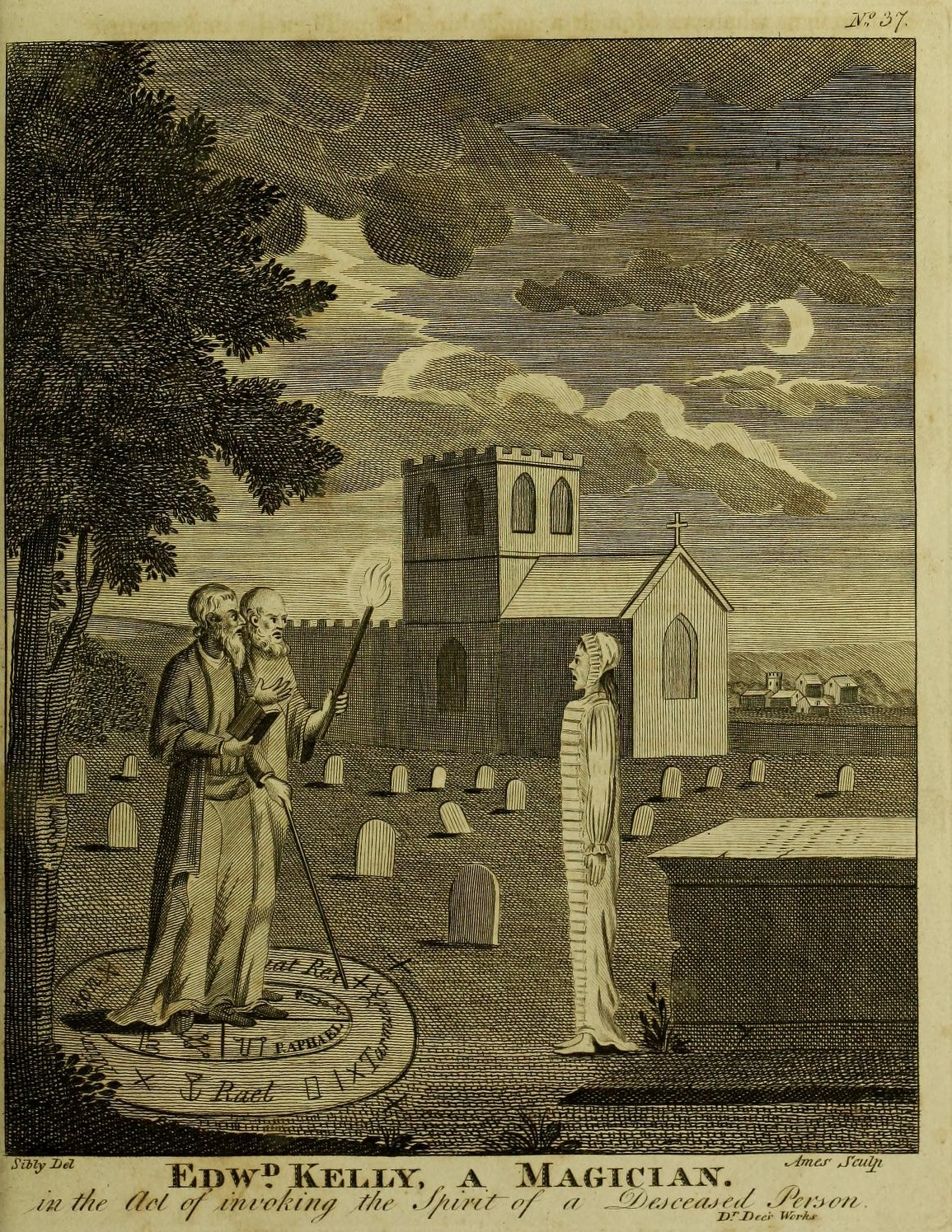
John Dee e Edward Kelley evocano lo spirito di una persona deceduta (Ebenezer Sibly, Astrology by Sibly, 1806)

Kelley avvicinò John Dee nel 1582, inizialmente sotto il nome di Edward Talbot. Dee aveva già tentato di contattare gli angeli con l'aiuto di un chiaroveggente, ma non aveva avuto successo. Kelley dichiarò di esserne capace, e impressionò talmente Dee con la sua prima prova che ne divenne regolarmente il chiaroveggente. Dee e Kelley spesero un'enorme quantità di tempo ed energia in queste "conferenze spirituali". Dal 1582 al 1589 la vita di Kelley fu strettamente legata a quella di Dee.
Un anno dopo essere entrato al servizio di Dee, Kelley apparve con un libro di alchimia (The Book of Dunstan) e una quantità di polvere rossa che, sosteneva Kelley, lui e un certo John Blokley avevano trovato, guidati da una "creatura spirituale", a Northwick Hill (il racconto della scoperta del libro e della polvere tra le rovine dell'Abbazia di Glastonbury fu pubblicato per la prima volta da Elias Ashmole, ma è in contraddizione con i diari di John Dee). Con la polvere (il cui segreto presumibilmente si celava nel libro) Kelley credeva possibile preparare una "tintura" rossa che gli avrebbe permesso di trasmutare i metalli vili in oro. Si dice che riuscisse a dimostrare il suo potere alcune volte nel corso degli anni, anche in Boemia (attuale Repubblica Ceca) dove lui e John Dee abitarono per molti anni.

### Con Dee in Europa
Nel 1583 Dee incontrò il principe Olbracht Łaski, un nobile polacco appassionato di alchimia. Dee, insieme a Kelley e alle loro famiglie, accompagnò Łaski in Europa. Dee cercò il patronato dell'imperatore Rodolfo II a Praga e re Stefano I Báthory a Cracovia; sembra che Dee non abbia impressionato i due monarchi, così lui e Kelley continuarono a condurre un'esistenza nomade in giro per l'Europa centrale. Continuarono tuttavia a fare le loro conferenze spirituali, sebbene Kelley fosse maggiormente interessato all'alchimia che alla chiaroveggenza.
Nel 1586 Kelley e Dee ottennero il patronato di un ricco conte boemo, Vilem Rožmberk. Si stabilirono nella città di Třeboň e continuarono le loro ricerche. Nel 1587 Kelley rivelò a Dee che gli angeli avevano ordinato loro di condividere tutto ciò che avevano, comprese le mogli. È stato ipotizzato che questo sia stato un modo per Kelley di porre fine a queste infruttuose conferenze spirituali per potersi dedicare all'alchimia, che, sotto il patronato di Rožmberk, stava rendendo ricco Kelley. Angosciato dall'ordine degli angeli, Dee interruppe le conferenze spirituali, anche se avrebbe davvero condiviso la sua bellissima moglie. Non vide più Kelley dopo il 1588 e ritornò in Inghilterra l'anno seguente.

### Apogeo e caduta

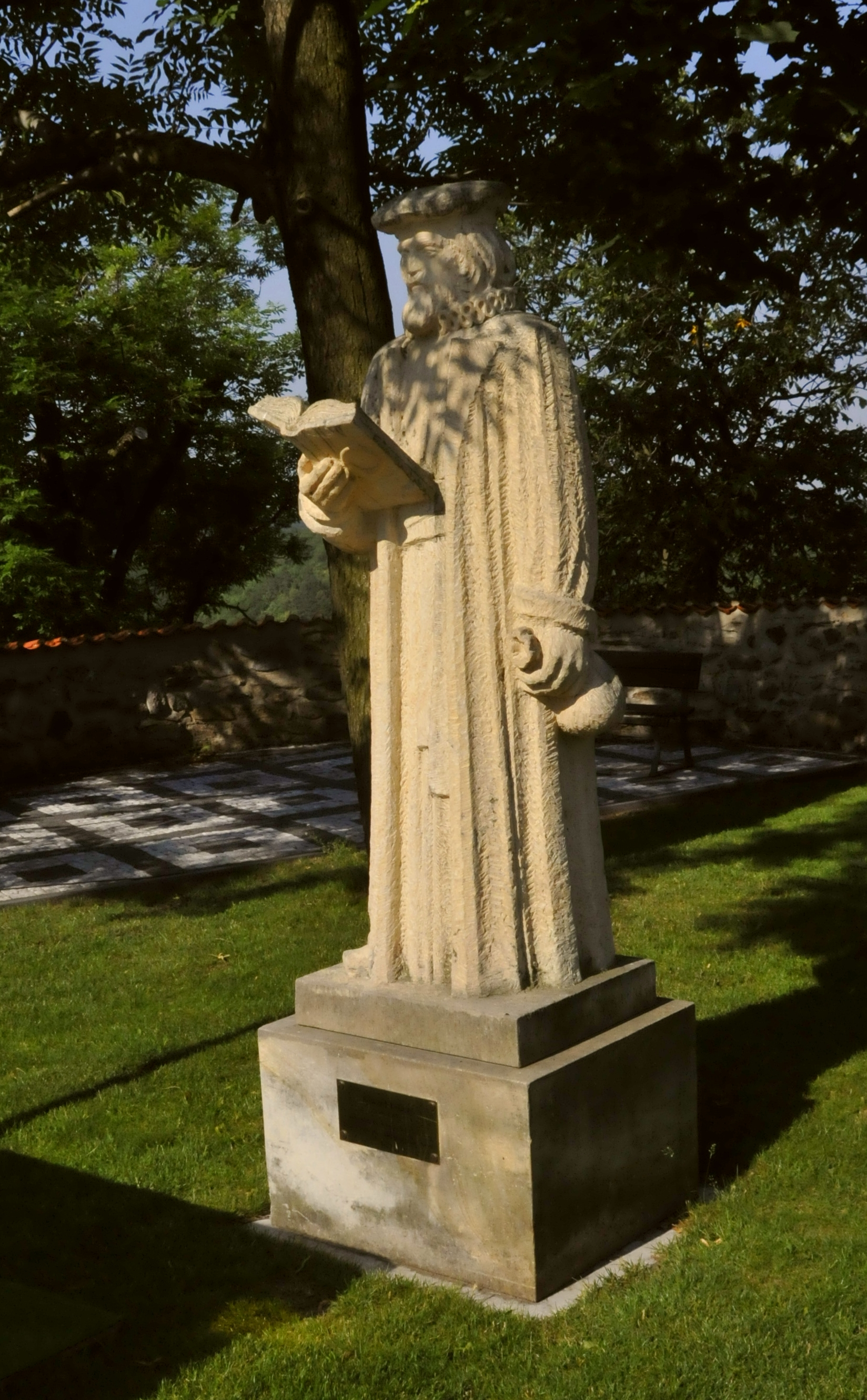
Statua di Kelley al Burgpark di Most, Repubblica Ceca

Dal 1590 Kelley conduceva una vita opulenta. Ottenne diverse tenute e grandi somme di denaro da Rozmberk e convinse molti personaggi influenti che egli era in grado di produrre oro. Rodolfo nominò Kelley "Barone del Regno", ma alla fine si stancò di aspettare per ottenere dei risultati. Infatti nel maggio del 1591 Rodolfo lo fece arrestare e rinchiudere nel castello di Křivoklát (Purglitz in tedesco) fuori Praga. Sembra che l'imperatore non abbia mai dubitato della capacità di Kelley di produrre oro su larga scala e sperava che la prigione lo avrebbe indotto a cooperare. Inoltre Rodolfo temeva che Kelley potesse far ritorno in Inghilterra.
Intorno al 1594, Kelley fu disposto a collaborare e produsse dell'oro; fu rilasciato e gli fu restituito il suo precedente rango. Non riuscì a produrre nuovamente oro e di nuovo fu imprigionato, questa volta nel castello di Hněvín a Most. Kelley morì nel 1597 all'età di 42 anni. La tradizione vuole che morisse nel tentativo di scappare dal castello: avrebbe usato una corda troppo corta per calarsi dalla torre, cadendo, rompendosi una gamba e morendo per le ferite riportate.

## La lingua enochiana
Gli "angeli" con cui Kelley sosteneva di comunicare sembra si servissero di una lingua speciale, "angelica" o enochiana. Dee e Kelley sostenevano che tale lingua era stata insegnata loro dagli angeli stessi, ma alcuni moderni crittologi sono del parere che sia stata inventata proprio da Kelley (si veda il lavoro di Donald Laycock). Non è chiaro se Dee sia stata una vittima o un complice di questa farsa. A causa di questo precedente e della dubbia connessione tra il manoscritto Voynich e John Dee, attraverso Ruggero Bacone, Kelley è stato inoltre sospettato di aver fabbricato questo manoscritto, allo scopo d'imbrogliare l'imperatore Rodolfo.

## Influenza culturale
Nei fumetti di Martin Mystère, a Dee e Kelley sono ispirati due personaggi ricorrenti, una coppia di "loschi figuri" presentati come lontani e improbabili discendenti delle rispettive figure storiche. Nelle prime storie si presentavano come veri e propri "cattivi" con conoscenze anche insolite, salvo poi diventare delle figure caricaturali e comiche presenti normalmente nelle pubblicazioni degli "Speciali" estivi.
Compare inoltre come principale antagonista nel videogioco Nioh.